# Traité de La Pointe
Le traité de La Pointe (en anglais : Treaty of La Pointe) se réfère à deux traités signés entre le gouvernement des États-Unis et les Amérindiens Chippewas de la Nation Ojibwé au milieu du XIXe siècle.
Ces deux traités imposaient aux Amérindiens de renoncer à la majeure partie de leurs territoires ancestraux. Le premier traité de La Pointe fut signé en 1842 et le second en 1854.

## Traité de La Pointe de 1842

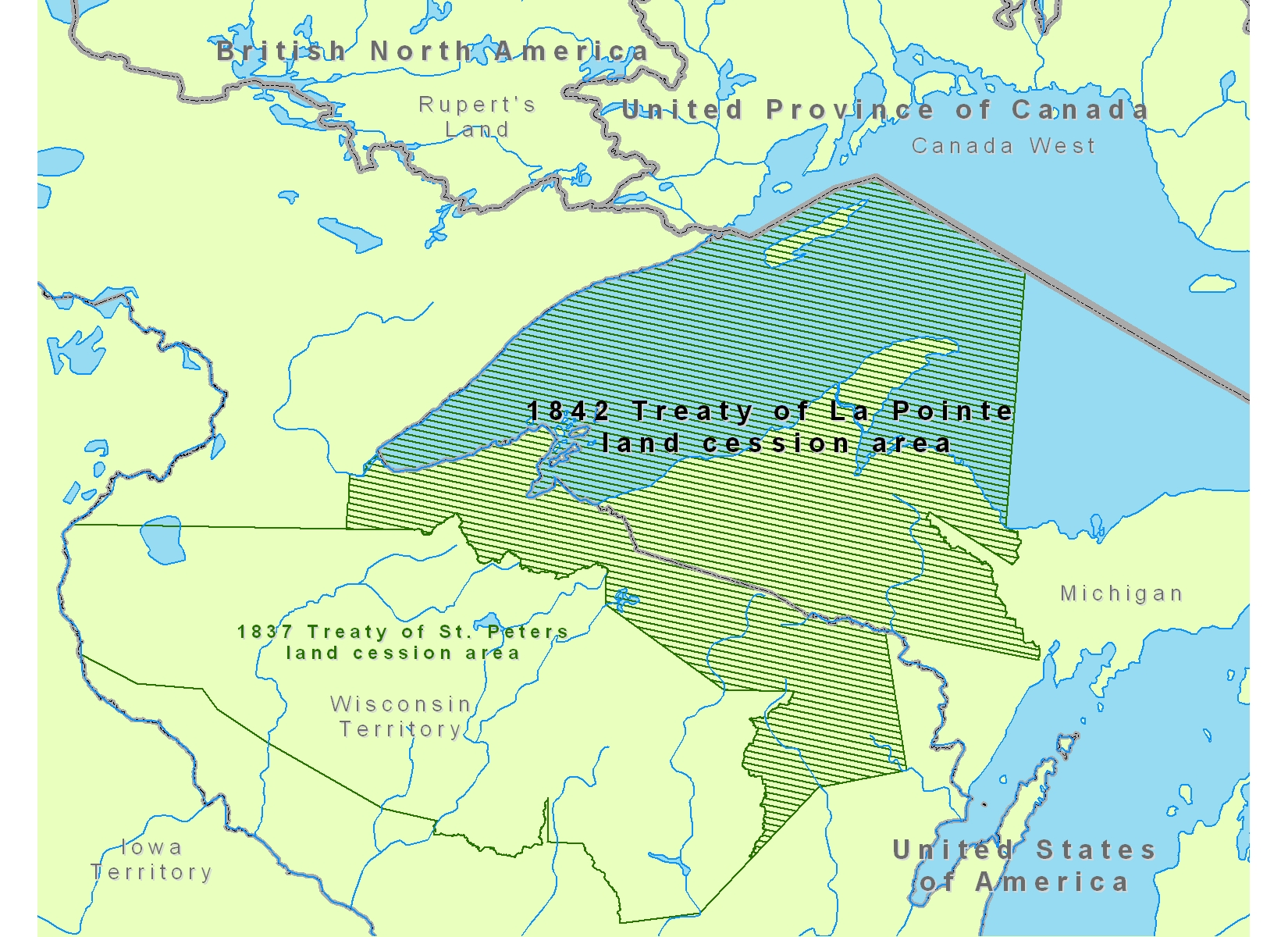
Carte montrant les territoires cédés par les Amérindiens, Traité de La Pointe de 1842.

Ce premier traité fut signé le 4 octobre 1842 et proclamée le 23 mars 1843. Ce traité cédait les terres des Chippewas sur ce qui deviendra le futur État du Wisconsin en 1848, et sur la Péninsule supérieure du Michigan au profit des États-Unis. Les Amérindiens conservant les droits de continuer à chasser, pêcher et cueillir sur leurs anciens territoires.
En 1844 fut ajouté un accord additionnel, appelé "accord de l'Isle Royale" tenant compte du traité Webster-Ashburton entre la Grande-Bretagne et les États-Unis sur le tracé frontalier entre les territoires britanniques du Canada et les États-Unis.  La tribu amérindienne vivant sur l'Isle Royale (Parc national d'Isle Royale) et la région de Grand Portage (Monument national de Grand Portage) dans le Minnesota un temps exclu de l'accord de 1842 fut concerné par cet accord.

## Traité de La Pointe de 1854

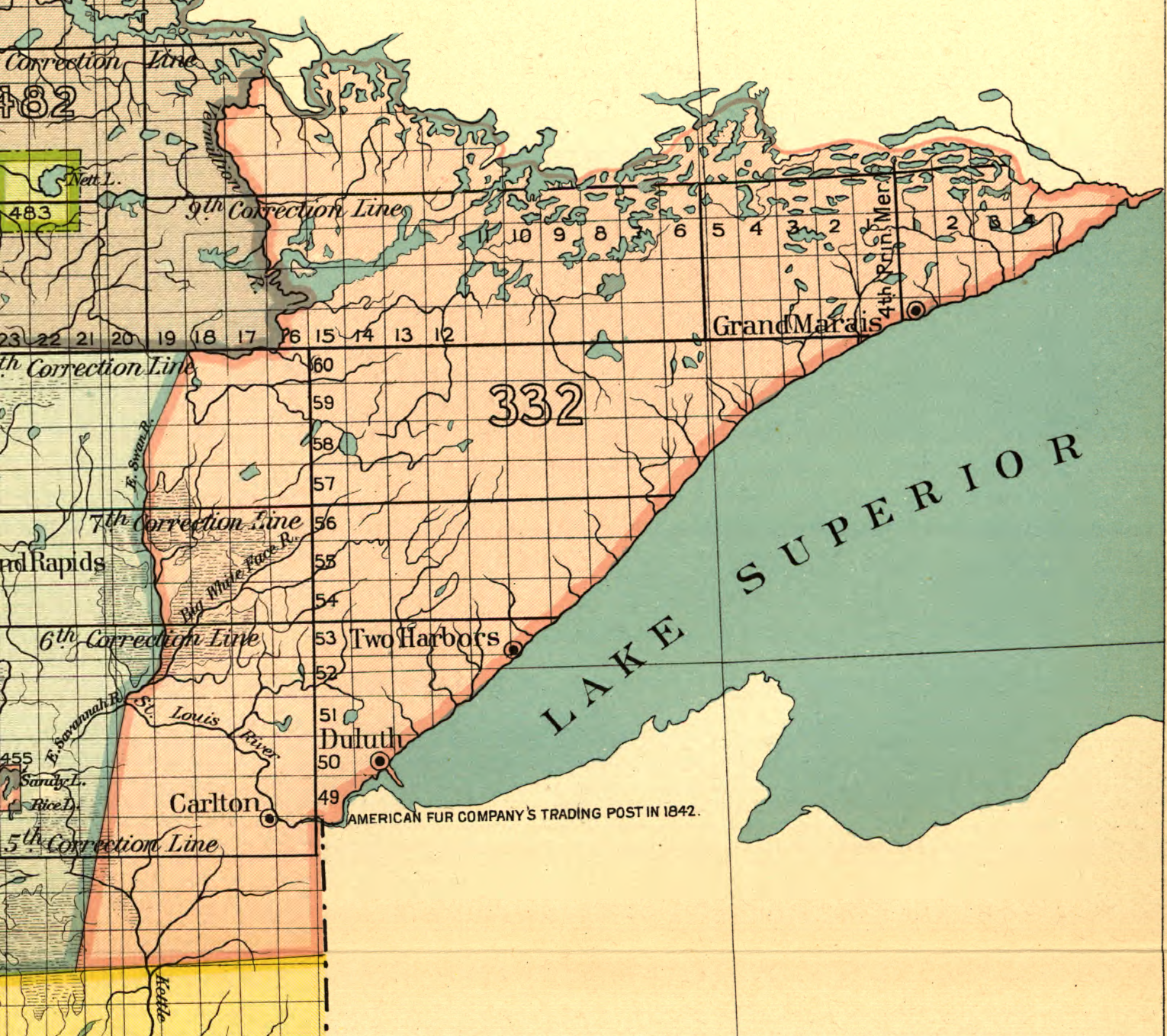
Terres cédées en 1854 par le Traité de La Pointe, (indiqué "332" (rose) sur la carte).

Ce second traité fut signé le 30 septembre 1854 et proclamé le 29 janvier 1855. Il cédait l'ensemble des territoires amérindiens de la région du lac Supérieur. En échange, la Nation Ojibwé était parquée dans plusieurs réserves indiennes sur différents États (Michigan, Minnesota et Wisconsin).
- Réserve indienne de L'Anse
- Réserve indienne de Fond du Lac
- Réserve indienne de Grand Portage
- Réserve indienne du Lac Courte Oreilles
- Réserve indienne du Lac du Flambeau
- Réserve indienne du Lac Vieux Désert
- Réserves indiennes des La Pointe
  - Réserve indienne de Bad River (pour la traditionnelle bande de La Pointe des Indiens)
  - Réserve indienne de Red Cliff (pour le chrétien bande de La Pointe des Indiens)